# Theridiosoma picteti
Espèce
Theridiosoma picteti est une espèce d'araignées aranéomorphes de la famille des Theridiosomatidae.

## Distribution
Cette espèce est endémique de Sumatra en Indonésie.

## Description
Le mâle holotype mesure 1,5 mm.

## Étymologie
Cette espèce est nommée en l'honneur de Camille Pictet.

## Publication originale
- Simon, 1893 : Arachnides de l'archipel Malais. Revue Suisse de Zoologie, vol. 1, p. 319-328 (texte intégral).